# Vchynice-Tetov II
Vchynice-Tetov II je součást obce Modrava v okrese Klatovy v Plzeňském kraji, nadále vymezená jako katastrální území. Nachází se asi půl kilometru severozápadně od Modravy. Není zde evidována žádná adresa.[zdroj⁠?!] V roce 2011 zde trvale žilo devět obyvatel.
Vchynice-Tetov II je také název katastrálního území o rozloze 1,93 km². Území zahrnuje levý břeh Roklanského potoka a Vydry, tedy severozápadní část území Modravy. Kromě dvou skupin chat a domů (u Roklanského potoka: če. 2, 6, čp. 49, 51, 90, na kopečku: čp. 14, 18–25, če. 5, čp. 5, čp. 48 a nedaleké če. 1 a čp. 26) sem patří i samoty Palečkovna (če. 4) a Rybárna (čp. 109) a nepojmenovaná samota če. 3. 
Název tohoto území je odvozen z původního názvu Vchynice-Tetov a souvisí s názvem Vchynice-Tetov I, což je část obce Srní přiléhající k Modravě ze severu – jejím jádrem jsou osady Rokyta a Antýgl, situované téměř 4 kilometry severně od Vchynic-Tetova I.

## Historie
Při sčítání lidu v letech 1850–1899 Vchynice-Tetov II byly osadou obce Stodůlecké Podíly I v okrese Sušice. V následujícím období byla osada úředně zrušena a jako část obce Modrava byla obnovena 24. listopadu 1990 v okrese Klatovy. Evidenční část obce byla znovu zrušena 13. června 2016.

## Obyvatelstvo
| Rok            | 1869 | 1880 | 1890 | 1900 | 1910 | 1921 | 1930 | 1950 | 1961 | 1970 | 1980 | 1991 | 2001 | 2011 | 2021 |
| -------------- | ---- | ---- | ---- | ---- | ---- | ---- | ---- | ---- | ---- | ---- | ---- | ---- | ---- | ---- | ---- |
| Počet obyvatel | 23   | 38   | 36   | 38   | 54   | 0    | 45   | 0    | 0    | 0    | 3    | 0    | 27   | 9    | 16   |
| Počet domů     | 3    | 6    | 6    | 7    | 7    | 6    | 7    | 0    | 0    | 0    | 1    | 1    | 11   | 9    | 15   |